# Manuel Raimundo de Melo
Dom Manoel Raimundo de Melo (Capela, 4 de fevereiro de 1872 - Propriá, 1943), foi um religioso católico brasileiro, ordenado bispo pelo então Cardeal Primaz do Brasil, Dom Jerônimo Tomé da Silva. Foi o instalador da Diocese de Caetité, no estado da Bahia.
Após sua resignação, foi nomeado Arcebispo de Stobi.

## Biografia
Sua mãe se chamava Maria Rosa e seus irmãos também se dedicaram à vida religiosa. Ordenou-se padre em 1º de novembro de 1894.
Dirigiu, em Aracaju, o colégio para meninos São Tomás de Aquino.
Com a chegada do primeiro bispo de Sergipe, D. José Thomaz Gomes da Silva, esse expediu em uma circular ao clero no dia 21 de dezembro de 1911, a viger a partir do dia 1º de janeiro do ano seguinte, no qual passava a direção do "Boletim Diocesano" ao Monsenhor Manuel Raimundo de Melo, passando o periódico a ter formato de revista e a se chamar “A Diocese de Aracaju”, com no mínimo dezesseis páginas e periodicidade mensal. Sua residência ali, à praça Camerino, foi onde o bispo instalou o seminário diocesano “Sagrado Coração de Jesus”, em 1913.

## Contexto histórico do episcopado caetiteense

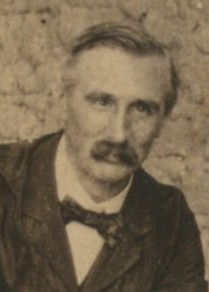
Rev. McCall: sua "Escola Americana" foi o pivô da criação do bispado e, depois, da queda do bispo D. Manuel.

A cidade de Caetité era uma ilha de cultura e educação no alto sertão baiano, quando ali se instalou o "Colégio Americano", dentro do espírito missionário presbiteriano do inglês Henry John McCall, com apoio da classe dominante. Como reação, o padre Luiz Pinto Bastos conseguiu instalar ali o Instituto São Luiz Gonzaga, trazendo para a cidade jesuítas portugueses que, perseguidos naquele país, fugiam ao Brasil. Assim, para atender "uma demanda política, principalmente de afirmação da educação católica diante do ensino protestante ou laico", em 1912 instalou-se a escola católica, o que fortaleceu a demanda do padre Bastos pela criação de uma diocese. Assim, a 20 de outubro de 1913, foi expedida a bula Majus animarum bonum pelo papa Pio X, autorizando a criação do bispado de Caetité.
No ano de 1905 o caetiteense Aristides Spínola, presidente da Federação Espírita Brasileira, funda na cidade o "Centro Psíquico de Caetité" contando, dentre outros, com a participação de Mário Spínola Teixeira (irmão de Anísio Teixeira), seu cunhado Joaquim Manoel Rodrigues Lima e sobretudo, de João Gumes - um polímata, no dizer de Jeremias Macário. Jamir Guimarães da Silva observa que "João Gumes nasceu em uma família de formação católica, teve uma vida atuante na instituição, tocando instrumentos musicais e entendia latim. No entanto, na vida adulta se tornou espírita, após contato com leituras que abordavam a temática. Possivelmente, Gumes abraçou o espiritismo no início do século XX, haja vista ter ocorrido o último batismo de sua prole em 13 de janeiro de 1906, data do nascimento de sua filha Eponina Zita. A doutrina espírita passou a ser algo frequente em sua vida, marcando inclusive suas produções escritas, a exemplo do romance Seraphina". O pesquisador acrescenta: "A presença de um centro espírita na cidade parecia não incomodar nem aos protestantes presbiterianos, nem aos católicos, pois foi pouco mencionado nas fontes em estudo. O padre jesuíta Antônio Gonçalves relatou a presença do centro espírita em uma de suas cartas e qualificou os espíritas como “uns pobres homens, cheios de ignorancia; mas o certo é que o demonio lá está senhor delles”".

## Episcopado de D. Manuel

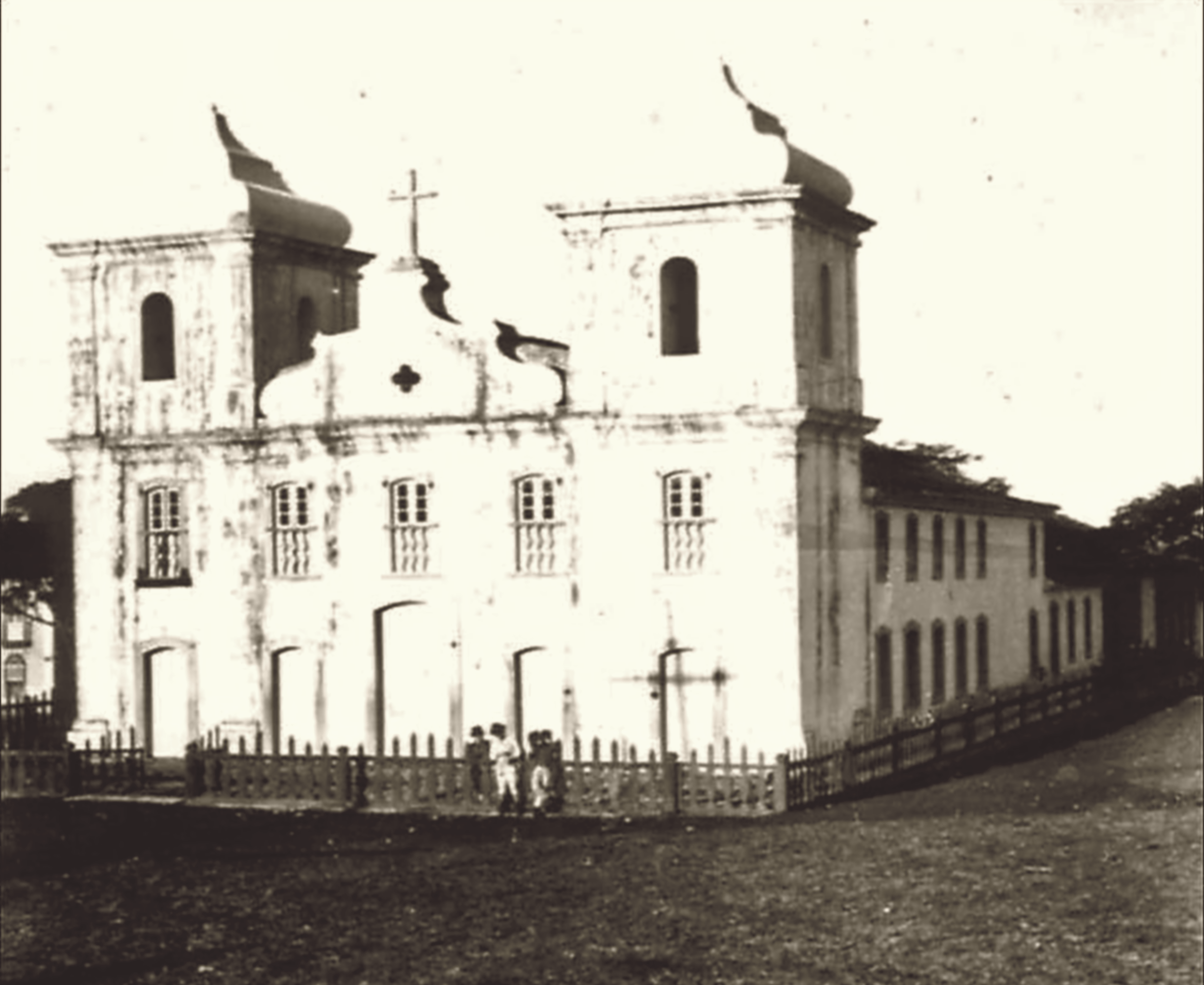
Primitiva Igreja de Santana

Dom Manuel tomou posse da diocese por meio de procuração no dia 28 de fevereiro de 1915, sendo no ato representado pelo então cônego Luiz Pinto Bastos, vigário da freguesia.
Segundo registrou Joseph H. S. J. Foulquier, em 1940: "Aos 29 de abril de 1915 fazia sua entrada solene o seu primeiro bispo Dom Manuel Raimundo de Melo. O primeiro cuidado de S. Ex.cia Re.ma foi consagrar a diocese ao S. C. de Jesus e tratar da fundação do Seminário".
Em o livro comemorativo do centenário da Diocese, os pesquisadores Patrícia Kátia da Costa Pina e Zezito Rodrigues da Silva consignaram que D. Manuel "entrou em Caetité de forma bastante simbólica", pois no cortejo que desceu pela rua Barão de Caetité estavam o clero, os representantes do Instituto São Luiz Gonzaga, as escolas paroquial, municipais e "estaduais", e ainda "as autoridades religiosas e civis, membros da mais importantes famílias", pessoas de todas as camadas sociais e um séquito de "800 cavaleiros".
Em Salvador o jornal "A Notícia" publicava: "Em 29 do mês próximo findo, segundo telegrama, chegou à sua diocese o exm. revm. sr. bispo d. Manoel Raymundo de Mello, sendo recebido muitas léguas antes da cidade, por grande massa popular e vinte e um vigários da sua nova diocese. Durante os dias seguintes houve grandes festas em sua honra, pois o povo daquela zona não sabe como poderá demonstrar o seu júbilo pela criação da diocese". No mesmo mês já se confirmava sua participação no Congresso Episcopal em Salvador, convocado pelo arcebispo Jerônimo Tomé, representado sua diocese.
Chegou na cidade trazendo a família: a mãe, viúva, que ali morreu em 1920, e as irmãs que, por pressão do prelado, acabaram ingressando todas na Ordem do Bom Pastor. Com isso, passou a ficar cada vez mais "isolado e misantropo", embora da janela do "palácio" - como se chamava a residência episcopal - mantivesse contato com as pessoas, muito embora "não tolerava o ajuntamento que se fazia na esquina do palácio; mandou instalar uma torneira que abria quando as vozes se elevavam", dando margens a que fosse considerado um excêntrico.

### Realizações

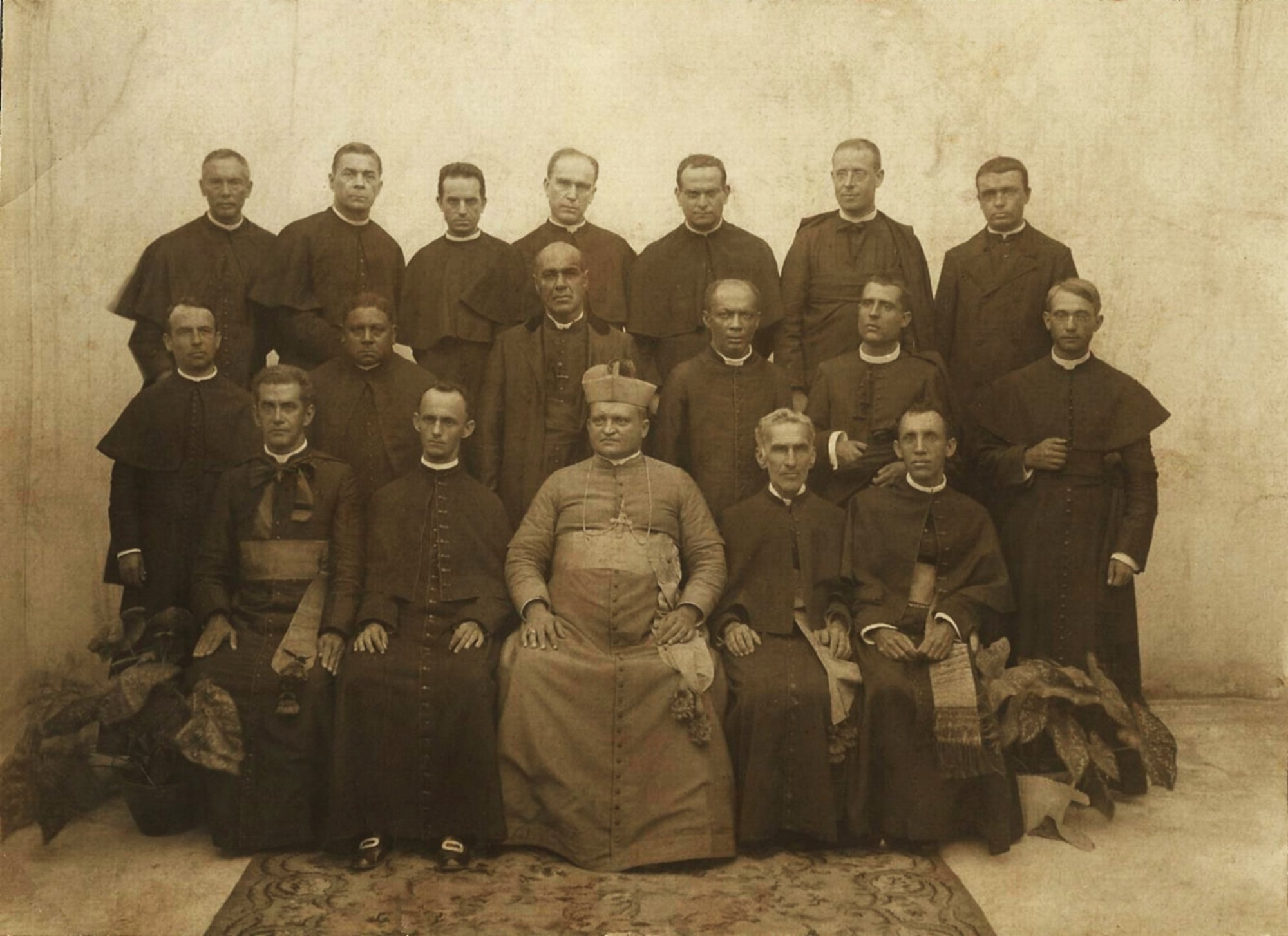
Em cerca de 1916, D. Manuel posa com os jesuítas do Instituto São Luiz Gonzaga e os párocos Monsenhor Bastos (à sua direita) e Liberato Azevedo (último sentado, à direita).

Não havia em Caetité uma estrutura capaz de acolher a sede de um bispado, então D. Manuel deu início à ampliação da antiga matriz para dar-lhe a configuração moderna de catedral dedicada a Sant'Ana. A memorialista Helena Santos descreveu que "o efeito não ficou muito feliz, a igreja perdeu seu aspecto seiscentista e ficou com uma torre central, alta, desproporcional à altura do conjunto".
Provisoriamente o bispo morou num sobrado na parte norte da praça da matriz, enquanto reformava aquela que fora adquirida para residência episcopal, na parte sul do largo. Adquiriu, à rua Barão de Caetité, um grande terreno destinado à construção de um seminário e também uma fazenda a que deu nome de "Flor da Índia".
Em 1915 instalou na cidade o Colégio Imaculada Conceição, de freiras, em sistema de internato para meninas que ali tinham o ensino fundamental e complementar, além de aulas de artes. Em 1919 esse colégio passou a funcionar em prédio próprio, erguido à rua Rui Barbosa, e durou até 1925.
Para agilizar a comunicação entre a Sé e as dioceses do vasto território que então compunha a diocese, mandou estabelecer uma "mala postal direta", de cuja excelência para os trabalhos deu testemunho o padre Durval Soares de Salles, da freguesia de Macaúbas.

### Incidente com o jornal "A Penna" e resignação

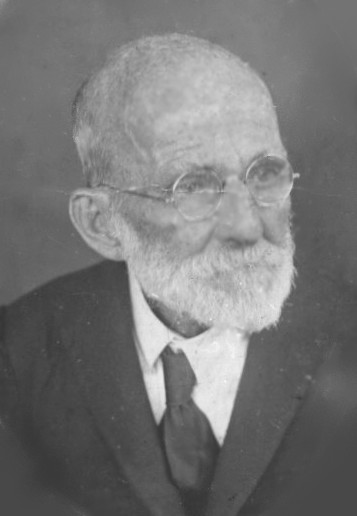
Gumes, em 1920

Editava na cidade João Gumes o jornal "A Penna" e, figura ligada ao espiritismo local, mantinha entretanto bom relacionamento com as várias denominações religiosas e políticas, partidário de Deocleciano Teixeira. Gumes tinha algumas de suas filhas estudando na Escola Americana, e no seu periódico costumava publicar notas sobre a instituição presbiteriana. A situação, contudo, deteriorou-se por completo junto ao bispo quando, na edição de 24 de outubro de 1918, publicou uma nota sobre o encerramento do ano letivo e acrescentou o comentário: “Oxalá se diffundissem pelo sertão numerosas escholas como esta! Certo, a instrucção seria uma outra realidade” - e isto parece haver sido o que faltava para provocar uma reação de D. Manuel, assinante do jornal. Este, então, fez uma carta onde cancelava sua assinatura, escrita já no dia seguinte:
"Senhor João Gumes.
Bastante maguado pela propaganda systematica e indigna de seu jornal em favôr dos PROTESTANTES, por desdita nossa alojados n’esta cidade episcopal, e que andam quaes aves de arribação, não só com o intuito de derramar a sua heresia como principalmente o de prepararem o espírito de nosso povo na sua maioria inconsciente, afim de darem mais tarde entrada na America do Norte que visa unicamente açambarcar os produtos nossos, como café, cacáo, fumo, assucar, e sem exclusão dos nossos minerios, como ficou demonstrado em Cuba e ilhas Philippinas, eu protesto como Bispo em nome do pôvo catholico desta Diocese contra tal propaganda que considero vil, diabolica e torpes; e Deus permita que este nosso protesto não seja o inicio de uma reação em desafronta. Deixo de devolver-lhe o ultimo nº do referido jornal para poupal-o de uma decepção! não obstante deverá o Senhor suspender a remessa do mesmo para o nosso Paço até que tome juiso o pessoal responsavel da redação, e renuncie o infernal sistema.
De V. S.ª atento servo do Senhor, Bispo Diocesano"
Teria, então, o bispo lido a carta que enviara durante a missa, e exortado os fiéis a fazerem o mesmo com suas assinaturas. Isto levou Gumes a publicar a íntegra da missiva e dar-lhe o cunho de "injusta agressão" e uma "coação", fazendo a seguir a defesa da publicação então já com mais de duas décadas a circular. A celeuma prosseguiu nas edições seguintes, em que lança mão dos seus apoiadores, de modo que a cidade cada vez menos tomava o partido do bispo.
A memorialista Helena Lima Santos diz, em outra versão, que o evento se dera porque o bispo "não tardou a tomar conhecimento da doutrina espírita professada pelos Gumes" e "no dia da festa da Padroeira, lançou uma excomunhão, com toda a encenação (sic), proibindo a leitura de "A Pena", por todos os católicos", o que teria causado revolta na população. Ferdinand Azevedo, em estudo de 1986, repetiu parcialmente o que falou Santos: "Dom Manoel não tinha uma personalidade estável e mostrava sinais de excentricidade, desde sua chegada a Caetité. Já estava ele em Caetité alguns anos, quando tomou conhecimento da doutrina espiritista professada por João Antônio dos Santos Gumes, editor do Jornal “A Penna”. O prelado o excomungou numa pastoral lida na festa da Padroeira, em 26 de julho de 1918. Podemos imaginar o estouro criado por essa medida, pois, desde 1905, existia, em Caetité, o Centro Espírita Aristides Spínola. Nem mesmo com a criação da escola para moças o Bispo superaria a reação negativa. Foi com a ajuda das Religiosas do Bom Pastor que Dom Manoel pôde abrir essa escola em 1919. Porém, essa congregação não estava acostumada com atividades educacionais e por isso a escola só funcionou até 1925".
No registro histórico da Igreja Presbiteriana feita por um dos sucessores do Rev. McCall, o pastor Alexander W. Reese, este informa que a "excomunhão" (entre aspas) fora dada "ao jornal": "[D. Manuel] “Excumungou” o Jornal, prohibindo sua entrada nos lares. Houve grande reação contra o Bispo, o povo fez uma manifestação a Sr. Gumes, que repeliu magistralmente a investida episcopal. Alguns espiritas queriam montar o bispo num boi e tange-lo fora da cidade. Mas o Dr. Deocleciano Teixeira e Cel. Cazuzinha foram de casa em casa recomendando calma".

## Homenagens
Em Caetité Dom Manoel é nome de avenida e colégio.
A Academia Caetiteense de Letras dedicou-lhe o patronato da Cadeira 35, que teve por fundador o radialista Luís Pereira Benevides.